# Episodi di Delitti in Paradiso (quinta stagione)
La quinta stagione della serie televisiva Delitti in Paradiso, composta da 8 episodi della durata di 60 minuti l'uno, è stata trasmessa in prima visione assoluta nel Regno Unito da BBC One dal 7 gennaio al 25 febbraio 2016.
In Italia la stagione è stata trasmessa in prima visione da Rai 2 dal 19 giugno al 31 luglio 2016.
| nº | Titolo originale   | Titolo italiano           | Prima TV Regno Unito | Prima TV Italia |
| -- | ------------------ | ------------------------- | -------------------- | --------------- |
| 1  | The Complex Murder | Omicidio marino           | 7 gennaio 2016       | 19 giugno 2016  |
| 2  | One for the Road   | Il bicchiere della staffa | 14 gennaio 2016      | 19 giugno 2016  |
| 3  | Posing in Murder   | Delitto in passerella     | 21 gennaio 2016      | 26 giugno 2016  |
| 4  | A Personal Murder  | Un'amara verità           | 28 gennaio 2016      | 3 luglio 2016   |
| 5  | Lost Identity      | Identità perduta          | 4 febbraio 2016      | 10 luglio 2016  |
| 6  | Dishing Up Murder  | Il delitto è servito      | 11 febbraio 2016     | 17 luglio 2016  |
| 7  | The Blood Red Sea  | Mare rosso sangue         | 18 febbraio 2016     | 24 luglio 2016  |
| 8  | Flames of Love     | Un amore pericoloso       | 25 febbraio 2016     | 31 luglio 2016  |

## Omicidio marino
- Titolo originale: The Complex Murder
- Diretto da: Edward Bennett
- Scritto da: Robert Thorogood

### Trama
Dan Hagen è un biologo marino che sta perlustrando la barriera corallina di Saint Marie insieme ai suoi colleghi Jonathan, Sam, Nicky e la moglie Laura con il suo yacht. Mentre Dan rimane in cabina, gli altri fanno immersione. Laura però torna in cabina avendo dimenticato lì la borsa con dentro i campioni per le ricerche, e quando prende la borsa saluta suo marito baciandolo, sotto lo sguardo di Nicky, poi si immerge in acqua insieme agli altri ma quando riemergono facendo ritorno nello yacht, Nicky entra nella cabina urlando, avendo trovato il corpo senza vita di Dan.
Humphrey, Florence, Dwayne e JP indagano sulla morte del biologo, è stato ucciso da un colpo d'arma da fuoco, e la cabina è tutta in disordine, la prima ipotesi è che dei pirati abbiano ucciso Dan nel tentativo di derubarlo, anche perché è improbabile che la moglie e i colleghi possano averlo ucciso: Nicky è stata l'ultima a vedere Dan ancora vivo quando lui era in compagnia di Laura subito prima che si immergessero, e poi tutti e quattro hanno trascorso trenta minuti sott'acqua, tutti confermano che nessuno degli altri si era allontanato e dunque tra di loro non c'era nessuno che avesse avuto il tempo di allontanarsi e di uccidere Dan. Il giorno prima avevano perlustrato la barriera corallina eliminandone i rifiuti. L'attenzione di Humphrey è catturata da un soldatino giocattolo accanto alla vittima, una riproduzione in miniatura del Duca di Wellington dove non sono riportate impronte digitali.
Humphrey e i suoi colleghi scavano nelle loro vite, ad esempio Nicky era la fidanzata di Dan, prima che lui sposasse Laura, quest'ultima inoltre è la figlia di un truffatore, venne espulsa da scuola prima di raggiungere la maggiore età per aver avuto una relazione con un suo insegnante. Dan era un uomo benestante, aveva ereditato molti soldi dalla morte dei suoi genitori.
Florence scopre dalla guardia costiera che nessuna imbarcazione si era avvicinata allo yacht mentre gli altri si immergevano, la possibilità che Dan sia morto per un crimine di pirateria diventa poco plausibile. Florence e Humphrey scoprono che Dan intendeva screditare un articolo che in passato lui stesso pubblicò con Sam, dove venina provato che con l'aumento della temperatura lo scioglimento dell'anidride carbonica causava la morte del zooxantelle, quell'articolo portò prestigio a Sam tanto da fargli ottenere un posto di docente alla facoltà di oceanografia a Princeton, e infatti Sam tentò di convincerlo a tornare sui suoi passi anche se Dan era determinato a pubblicare la verità, dato che quell'articolo si basava su dati sbagliati, la paura di Sam era quella di perdere tutto il suo successo. Ma anche Jonathan aveva un movente, Dan infatti aveva scoperto che le spedizioni marine erano per lui un pretesto per contrabbandare cocaina, in effetti Jonathan si era già pentito dei suoi crimini, sebbene Dan fosse incerto sul denunciarlo alla polizia o meno.
Quando Humphrey riflette sul fatto che le impronte digitali si dissolvono più velocemente a contatto con l'acqua marina, capisce finalmente chi ha ucciso Dan e come l'assassino ha agito. Humphrey fa arrestare Nicky e Laura, quest'ultima ha assassinato Dan poco prima di immergersi nell'acqua, con la scusa di aver dimenticato lì la borsa che conteneva i campioni era andata in cabina, e dopo aver baciato Dan gli ha sparato con una pistola dove era stato montato un silenziatore, l'arma la nascondeva proprio nella borsa dove contenevano anche i campioni, Nicky ha fatto finta di testimoniare a favore di Laura così da poter confermare che Dan era ancora vivo quando la moglie si era allontanata da lui, successivamente quando sono tornati tutti sullo yacht Nicky è andata nella cabina, mettendosi a urlare fingendosi sorpresa quando aveva trovato morto Dan, facendo in tempo a mettere in disordine la cabina in modo che tutto facesse pensare a una tentata rapina. Ciò che è andato storto è stata la presenza del soldatino giocattolo: il giorno prima della morte di Dan erano andati in esplorazione per togliere i rifiuti dalla barriera corallina, mettendoli dentro le borse che usavano anche per i campioni, il giocattolo era tra i rifiuti, ed era stato messo nella borsa, è per via del tempo in acqua che infatti non aveva impronte digitali, ma quando Laura ha estratto la pistola dalla borsa (per uccidere il marito) senza volerlo ha tirato fuori il giocattolo che è caduto per terra. Era Nicky l'insegnante con cui Laura ebbe una relazione, loro due sono amanti e infatti avevano progettato tutto quanto per uccidere Dan ed entrare in possesso del suo patrimonio.
Dato che JP ha paura di nuotare, Florence gli dà delle lezioni, intanto Humphrey compra una piccola barca piuttosto fatiscente, Dwayne ha capito che il suo collega cerca solo di compensare la sua solitudine con dei passatempi, e infatti anche Humphrey capisce che è arrivato il momento di iniziare a uscire con delle donne.

## Il bicchiere della staffa
- Titolo originale: One for the Road
- Diretto da: Edward Bennett
- Scritto da: Robert Thorogood e Dan Muirden

### Trama
Durante una festa per celebrare la fine del mandato della governatrice Caroline Bamber, alla quale prende parte anche Patterson, quest'ultimo le offre un bicchiere di champagne, poi durante il discorso Caroline inizia a sentirsi male, il suo assistente Wallace si avvicina a lei per soccorrerla, ma la donna muore.
Humphrey deve indagare sulla misteriosa morte di Caroline, il bicchiere dal quale ha bevuto era avvelenato, era stato messo dell'acido cianidrico, in effetti il veleno era solo nel bicchiere, stranamente la bottiglia dalla quale lo champagne è stato versato non ne conteneva. La polizia indaga sui partecipanti alla festa: Francois Tromeur, presidente del consiglio generale di Saint-Robert, Lucy che lavorava come segretaria di Caroline, e infine il vice-governatore Andy Hammond, soltanto Wallace è l'unico di cui non sospettano dato che era in cucina quando Patterson ha offerto il bicchiere a Caroline, raggiungendo la festa solo quando la donna aveva iniziato a sentirsi male. Nella borsetta di Caroline c'era una busta sigillata con dentro una lettera che la metteva in guardia dato che la sua vita era in pericolo.
Francois e Caroline erano al centro di una disputa per attestare la territorialità di una scoglio di Saint Marie da parte dei loro rispettivi paesi, la Francia e l'Inghilterra, ovvero Spinner's Rock, addirittura Caroline ha assunto delle guardie di un corpo di sicurezza privata per sorvegliare lo scoglio. Dwayne e JP fanno un sopralluogo di Spinner's Rock e scoprono che ci sono stati degli scavi minerari. Dato che Caroline aveva ricevuto una pietra di Spinner's Rock come regalo, la fanno analizzare scoprendo che si tratta di una roccia ultrafemica contenente degli smeraldi, questo è il motivo per cui le due nazioni vogliono ottenerne il possesso. 
Humphrey scopre che Lucy e Francois sono amanti, Caroline lo aveva scoperto, comunque Francois per amore di sua moglie ha già deciso di chiudere la sua relazione con Lucy. Humphrey e i suoi colleghi indagano su alcuni lavori edili, l'appalto venne approvato da Caroline, ma durante i lavori un furgone che trasportava materiali da costruzione che percorse un tragitto in una zona abitata investì una bambina uccidendola: si trattava della figlia di Wallace. Quest'ultimo dopo aver perso la figlia si fece assumere nello staff di Caroline e la perdonò, anche perché quando Caroline scoprì quello che successe alla figlia di Wallace fece costruire un'altra strada percorribile dai furgoni che trasportavano i materiali edili per i lavori. Humphrey e il resto della squadra si mettono a pedinare Hammond, e scoprono che passa informazioni segrete a Francois, ma non possono fare niente contro di lui dato che Francois è protetto dalla Convenzione di Vienna.
Patterson conferma con la più assoluta sicurezza che quando teneva d'occhio il bicchiere dal quale Caroline aveva bevuto, nessuno si era avvicinato abbastanza da mettervi il veleno che l'ha uccisa, sentendo queste parole Humphrey capisce che il veleno che ha ucciso Caroline non era nel bicchiere. Humphrey convoca i sospettati spiegando che l'assassino è Wallace, lui aveva finto di consegnare una busta ancora non sigillata a Caroline facendole credere che fosse un invito per un ospite che avrebbe dovuto presenziare alla festa (in realtà nella busta c'era la lettera che la metteva in guardia di cui lo stesso Wallace era l'autore) e Caroline senza nemmeno controllare leccò la busta per sigillarla, ma la carta era pregna di acido cianidrico che Wallace aveva cosparso. Il veleno ha agito lentamente, e quando Caroline ha iniziato a sentirsi male Wallace fingendosi preoccupato si era avvicinato a lei, nessuno si era accorto che Wallace poi aveva messo dell'acido cianidrico nel bicchiere, in modo che tutti pensassero che il veleno che l'aveva uccisa era stato versato proprio lì. Wallace aveva scoperto che Caroline era già stata messa al corrente della pericolosità della strada che i furgoni attraversavano passando per il centro abitato molto prima che la figlia di Wallace morisse, lei stessa dichiarò che il rischio di vittime era accettabile, condannando a morte la figlia di Wallace. Humphrey fa arrestare Wallace, quest'ultimo non prova rimorso per ciò che ha fatto ritenendo che Caroline meritasse di morire per aver causato indirettamente la morte della figlia.

## Delitto in passerella
- Titolo originale: Posing in Murder
- Diretto da: Audrey Cooke
- Scritto da: Tom Higgins e Robert Thorogood

### Trama
Durante una sfilata di moda, una modella di nome Zoe viene trovata morta nel backstage, quindi Humphrey e la sua squadra aprono subito un'indagine per scoprire quello che è accaduto. Oltre a Zoe, c'erano altre due modelle nel backstage nel momento in cui Zoe è stata uccisa per strangolamento, la prima è Sadie la quale era impegnata a indossare un abito con l'aiuto dello stilista Nelson Benedict, e poi Eloise che era uscita dal tendone del backstage per rispondere a una telefonata, anche se era possibile intravederla parzialmente dall'interno, c'era anche un'altra modella ovvero Rosey che però era sulla passerella, di conseguenza tutti avevano un alibi, compreso il fotografo Jay Croker che per tutta la durata della sfilata si è occupato di scattare fotografie.
JP riconosce Rosey, erano compagni di scuola ma lei lo tratta con indifferenza, sembra che non abbia idea di chi lui sia. Jay consegna le fotografie che ha scattato durante la sfilata di moda, e JP decide di sistemarle nell'ordine cronologico in cui erano state scattate. Humphrey ne fa ingrandire una, mentre Rosey era sulla passerella si può vedere Zoe mentre viene strangolata, ma l'assassino non viene inquadrato, questo però esclude Rosey e Jay tra i sospettati dato la ragazza stava sfilando mentre Jay stava scattando la fotografia. Humphrey nota che Zoe teneva in mano una calza da donna.
Durante le indagini vengono a galla alcuni scheletri nell'armadio dei diversi sospettati, per esempio Nelson aveva un cattivo rapporto con Zoe che accusava ripetutamente di non prendere sul serio il lavoro, inoltre Nelson ha già dei precedenti per violenza, come se non bastasse scoprono che Eloise usa farmaci illegali per perdere peso, e quando Zoe lo scoprì la rimproverò aspramente. Sadie invece era segretamente innamorata di Zoe sebbene lei non la ricambiasse. Humphrey e i suoi colleghi scoprono che Zoe stava scrivendo un articolo sugli aspetti più sordidi della moda, e così Humphrey capisce chi è l'assassino e comprende pure per quale motivo Zoe teneva in mano quella calza da donna.
Humphrey ha capito che il colpevole è Jay, è stato lui a uccidere la modella, lei già in passato aveva mandato in rovina un'agenzia per modelle dove lui lavorava quando convinse le sue colleghe a mettere le distanze da Jay che le riforniva di droghe, l'articolo che stava scrivendo era contro di lui, infatti aveva scoperto che era Jay a vendere i farmaci a Eloise. Durante la sfilata tutta l'attenzione era per le modelle, Jay passava inosservato e nessuno si era reso conto che aveva messo la macchina fotografica in automatico, e infatti mentre la macchina continuava a scattare fotografie lui è entrato di nascosto nel backstage e ha strangolato Zoe, la quale prima di morire, era riuscita ad afferrare la calza da donna che Jay teneva in tasca: Humphrey ha scoperto che i fotografi usano (come metodo rudimentale) le calze da donna mettendole davanti all'obiettivo per creare l'effetto flou.
Humphrey tenta di uscire con delle donne ma non riesce nemmeno ad aprire con loro un dialogo a causa della sua goffaggine, JP al contrario è più fortunato: Rosey aveva fatto finta di non conoscerlo solo perché non voleva arrecargli disturbo durante l'indagine, ma ora che Jay è stato arrestato, mette la parte le formalità, in effetti tra i due c'è dell'attrazione e infatti iniziano a uscire insieme.

## Un'amara verità
- Titolo originale: A Personal Murder
- Diretto da: Audrey Cooke
- Scritto da: Robert Thorogood ed Emma Goodwin

### Trama
Dwayne va al funerale del suo caro amico Cedrik che di professione faceva il barbiere e, dopo aver fatto l'elogio funebre, riceve sul cellulare un messaggio proprio dal cellulare di Cedrik che dice "Sono stato assassinato". Dwayne mostra il messaggio a Humphrey, la cosa strana è che il cellulare di Cedrik è stato messo dentro la bara. Ormai Cedrik è stato cremato quindi non è possibile fare un'autopsia, comunque stando al certificato di morte è deceduto per aritmia cardiaca, in effetti non godeva di buona salute, soffriva anche di apnea notturna, era un accanito fumatore e beveva molto.
Humphrey e Dwayne danno un'occhiata alla casa di Cedrik e notano che uno dei cuscini del letto non ha la federa. i due lo fanno analizzare e scoprono che su esso è stato premuto il volto di Cedrik: quest'ultimo è stato ucciso, l'assassino lo ha soffocato con il cuscino, ingenuamente gli ha tolto la federa per evitare che venisse trovato il DNA di Cedrik in modo che nessuno pensasse che fosse stato ucciso ma che fosse morto per cause naturali. Dwayne gli era molto affezionato, quando era un adolescente frequentava cattive compagnie nella delinquenza, fu Cedrik che lo aiutò a rigare dritto.
Le persone più vicine a Cedrik erano la fidanzata Ottilie, il fratello Temmy che insegna in una scuola, e i suoi due migliori amici, il dottor Ivann Tate (che ha firmato il certificato di morte dell'amico) e il prete Floyd Lynch. Un postino consegna alla stazione di polizia un pacco che era stato ordinato da Cedrik, che conteneva un orologio da polso la cosa strana è che, come afferma Dwayne, il suo amico Cedrik odiava gli orologi. Ottilie confessa alla polizia che Cedrik, Ivann, Temmy e Floyd pagano le cure mediche di un'anziana donna che soffre di tumore del pancreas, le resta poco da vivere, era la madre del loro amico Vincent, era morto sul Monte Clair durante un uragano, erano andati a fare escursione tutti insieme e Vincent perse la vita, Patterson provò a cercare il corpo, ma non fu mai ritrovato.
Humphrey sospetta che la morte di Cedrik sia legata a quella di Vincent e che Ivann, Floyd e Temmy nascondono qualcosa. Dwayne rivela agli amici di Cedrik e al fratello che la polizia ha fatto ordinare un'apparecchiatura radar molto sofisticata con cui rintracceranno il corpo mai trovato di Vincent. Ciò mette i tre in allerta e quindi vanno nel bosco per dissotterrare il corpo di Vincent, cadendo nella trappola di Humphrey che li coglie sul fatto. Infatti lui aveva capito che Temmy, Ivann e Floyd sapevano dove si nascondesse il corpo di Vincent e Dwayne li ha fatti spaventare dando per scontato che avrebbero rimosso il corpo.
Ottilie ammette che il messaggio lo aveva mandato lei a Dwayne, aveva tolto la SIM dal cellulare di Cedrik e l'aveva messa sul suo, aveva visto che Cedrik era preoccupato negli ultimi tempi e sospettava che la sua non fosse una morte naturale. Humphrey costringe Floyd, Ivann e Temmy a confessare la verità sulla morte di Vincent e infatti i tre ammettono che quel tragico giorno Vincent morì per via di un crudele scherzo: Temmy gli rubò il cappello e lo gettò nel fiume, Vincent tentò di recuperarlo, ma cadde nel fiume morendo. Cedrik, Floyd, Temmy e Ivann per tanto tempo hanno nascosto la verità, convivendo con il rimorso. Humphrey adesso ha capito che Cedrik voleva confessare tutto quanto alla polizia, lui, insieme al fratello e agli amici, sarebbe stato incriminato, la madre di Vincent stava per morire e voleva che lei sapesse la verità, Vincent voleva portare con sé l'orologio per il tempo in cui avrebbe scontato la sua condanna in carcere. Humphrey ha notato che tra tutti è Floyd quello che si sente meno responsabile per la morte di Vincent e capisce che è stato lui a uccidere Cedrik. Infatti Floyd ammette di averlo ucciso lui, la sera dell'omicidio litigò con Cedrik quando quest'ultimo gli confessò che voleva raccontare la verità alla polizia sulle vere circostanze della morte di Vincent, ma Floyd ritenendo che fosse stato solo un incidente, non riteneva giusto finire in carcere e quindi ha soffocato Cedrik con il cuscino sbarazzandosi delle federa.
Dopo l'arresto di Floyd, ripensando a Cedrik e al tentativo di espiare le sue colpe, Dwayne capisce che in fondo Cedrik lo convinse a scegliere una vita onesta per rimediare alla morte di Vincent e ringrazia Humphrey per averlo aiutato a fare giustizia.

## Identità perduta
- Titolo originale: Lost Identity
- Diretto da: Roger Simonsz
- Scritto da: Robert Thorogood

### Trama
Humphrey accoglie a Saint Marie sua zia Mary alla quale è tanto affezionato, sistemandola di un albergo. Nel cuore della notte Mary sente qualcosa cadere da una delle terrazze dell'albergo, quindi chiama Freddie, il concierge, e i due escono dall'albergo trovando un cadavereː si tratta di John Green, uno dei clienti dell'hotel. Humprey è costretto dunque a indagare sulla morte di Green, che è caduto dalla terrazza della sua suite. L'uomo era venuto a Saint Marie da Colchester. Stando a quanto dice Freddie, è stato alle 2:00 di notte che Mary gli aveva telefonato dalla sua suite per avvertirlo che aveva sentito qualcuno cadere dalla terrazza della stanza di Green.
Le porte delle varie stanze possono essere aperte solo con una chiave elettronica il cui utilizzo è registrato dai tabulati, dai quali risulta che nessuno ha aperto la porta della camera di Green durante l'ora della sua morte. Riguardando i filmati della reception, Freddy era rimasto sempre lì durante l'ora della morte di Green, e inoltre lo si vede rispondere alla chiamata di Mary proprio alle 2:00 come testimoniato dall'orologio alla reception. JP e Dwayne scoprono che non esistono tracce di Green risalenti e più di cinque anni prima, Florence ha contattato la polizia dell'Essex scoprendo che il vero nome della vittima è Marcus Knight, rubò molto denaro a dei trafficanti di diamanti, 250 000 000 di sterline, che non vennero mai ritrovati, patteggiò con le autorità che gli diedero una falsa identità in cambio delle prove contro i criminali che derubò.
Humphrey torna nella camera di Marcus e una persona lo aggredisce buttandolo dalle scale. Humphrey viene ricoverato, e mentre è in ospedale, Mary lo accudisce rivelandogli che ormai sta accusando i primi sintomi della demenza senile a breve dimenticherà tutto. Dwayne scopre che Marcus ebbe una visita in albergo, si tratta di Neil Jenkins, uomo d'affari di cui la polizia non ha una buona opinione, lui e Marcus erano amici. La polizia scopre che Marcus venne a Saint Marie già qualche anno prima, affittò una cassetta in una banca, e capiscono che è lì che nascose i soldi che in passato rubò, era tornato a Saint Marie per riprenderseli, la cassetta poteva essere aperta solo dalla chiave, che aveva affidato a Neil.
Adesso Humphrey ha capito chi è l'assassino, a uccidere Marcus è stato Freddie, la prima volta che Marcus venne a Saint Marie alloggiò proprio in quell'albergo, e Freddie ricordò il suo volto, trovando sospettoso che fosse tornato con un nuovo nome, incuriosito iniziò a spiarlo e sentì la conversazione che Marcus ebbe con Neil sui soldi. Quando Marcus ritirò dalla banca il borsone che aveva custodito, dentro al quale c'era probabilmente il denaro, Freddie non ha resistito alla tentazione di rubarlo: ha sostituito il DVD della telecamera con un altro, ma prima di rimpiazzare il DVD tolto con quello nuovo, è entrato nella suite di Marcus per cercare i soldi, non è stato necessario usare la chiave elettronica dato che non aveva messo la sicura alla porta, ma quando Marcus lo ha visto entrare nella sua suite c'è stata una colluttazione e Freddie lo ha spinto dalla terrazza uccidendolo, e prima di inserire il DVD nuovo alla telecamera, ha spostato di dieci minuti indietro le lancette dell'orologio in modo che nessuno pensasse che si fosse allontanato dalla reception, ma Mary ricordava perfettamente di aver telefonato a Marcus alle 2:10. Il problema è che Freddie non aveva mai trovato i soldi, non erano nel borsone, era tornato nella suite sperando di poterli finalmente trovare, ma venne interrotto da Humphrey e quindi per non farsi riconoscere lo aggredì.
Sebbene Freddy sia stato arrestato e il caso dell'omicidio di Marcus è stato risolto, Humphrey non è ancora soddisfatto, non riesce a capire dove Marcus avesse nascosto i soldi che in passato aveva rubato, ma poi capisce che non erano veramente soldi quelli di cui si appropriò, ma piccoli diamanti, che infatti riesce a trovare: erano ben nascosti dentro le cuciture del borsone.
- Guest star: Wendy Craig

## Il delitto è servito
- Titolo originale: Dishing Up Murder
- Diretto da: Dana Fainaru
- Scritto da: Robert Thorogood

### Trama
Robert Holt è un famoso e affermato chef che ha appena aperto un ristorante a Saint Marie, durante la notte della pre-inaugurazione si fa aiutare dalla sua fidanzata Anouk, dal figlio Matt, e dai suoi colleghi, il cuoco Dexter e la pasticcera Kim. Finita la serata tutti lasciano il ristorante, tranne Robert che decide di rimanere anche oltre l'orario di chiusura. Il giorno dopo Anouk, Matt, Kim e Dexter tornano al ristorante, arriva un fattorino che consegna il pesce e quando aprono la cella frigorifera, trovano il corpo senza vita di Robert.
Humphrey e i suoi colleghi raggiungono il ristorante, Robert è stato accoltellato due volte, alla schiena e al torace, mancano dei soldi dalla cassa, è molto probabile che sia stata una rapina finita male. Humphrey però nota che c'è qualcosa di strano: dalle videocamere nessuno è uscito dalla porta sul retro e nemmeno da quella principale, il ladro sarebbe scappato dalla finestra ma per arrivarci bisogna salire sul tavolo di zinco, un metallo che si sporca facilmente, ma è stranamente pulito. Tra gli aiutanti di Robert c'era anche Gary, il fratello, che però non ha partecipato alla serata pre-inaugurale.
Indagando su Robert la polizia scopre che le persone avevano valide ragioni per odiarlo, Anouk un tempo lavorava come modella e poi si fidanzò con Robert che però non ha mai voluto sposarla, per lui Anouk era solo un suo possedimento, con la minaccia di lasciarla senza niente se avesse troncato la loro relazione, mentre Dexter voleva aprire un suo ristorante ma Robert aveva scoperto della sua omosessualità minacciando di dirlo alla moglie e alla figlia pur di obbligarlo a lavorare per lui. Il cellulare di Robert è sparito, un informatore di Dwayne scopre che un bambino di nome Jackson ha cercato di rivenderlo, Dwayne e Humphrey lo portano alla stazione di polizia e Jackson confessa di aver raccolto il cellulare da terra quando Robert ebbe un litigio con Matt, riguardo a una donna.
Florence e Humphrey pretendono una spiegazione da Matt, il quale ammette di aver litigato con Robert perché non sopportava il modo in cui trattava Anouk, il loro è sempre stato un rapporto conflittuale, anche perché Matt voleva studiare fotografia ma fu costretto a lasciare l'università dato che Robert si rifiutò di pagargli gli studi visto che non condivideva le aspirazioni di suo figlio. Humphrey nota un segno sul collo di Matt, quest'ultimo afferma che si tratta solo di in eczema. Indagando su Gary, scoprono che lui in passato è finito in prigione per aggressione aggravata, ma il responsabile era Robert, in effetti Gary si era solo preso la colpa per proteggerlo, col solo risultato che Gary ormai è in bancarotta, mentre Robert era un uomo di successo.
JP scopre che Robert aveva vari conti in banca a San Marino, uno alle Isole Cayman e uno in Liechtenstein, e faceva dei versamenti in un conto intestato a Kim. Quest'ultima aveva dei problemi economici dato che la madre soffre di sclerosi multipla e Robert si offrì di aiutarla a pagare le cure e in cambio Kim fu costretta a lasciarsi sedurre da lui. Humphrey nota soprattutto il ciondolo di Kim al quale lei sembra molto legata.
Humphrey guarda un video girato da un cliente la sera della pre-inaugurazione, e l'ispettore nota una cosa, capendo ora chi ha ucciso lo chef. Humphrey spiega a Gary, Kim, Dexter e Anouk che ha capito tutto quando, loro hanno coperto l'assassino, ovvero Matt. Loro non litigavano per Anouk ma per Kim, lei e Matt avevano intrapreso una relazione e Robert non lo accettava dato che era possessivo con la ragazza, Matt e Kim portano due ciondoli complementari, quello di Matt non è un eczema, ma è il segno che Robert gli aveva lasciato quando gli strappò dal collo il ciondolo. In uno scatto di rabbia Matt pugnalò suo padre due volte, quindi Gary, aiutato da Dexter, Anouk e Kim decise di coprire Matt, prima hanno nascosto il corpo di Robert nella cella frigorifera, poi hanno tentato di bruciare il ciondolo nel barbecue, ma Humphrey è riuscito a recuperarlo dato che era sopravvissuto al fuoco. Alla serata pre-inaugurale Gary con il copricapo e la bandana, si è spacciato per Robert, ma dal video Humphrey aveva notato che Gary mentre preparava una pietanza aveva messo i condimenti alla sinistra del piatto ma Robert era mancino e infatti lui li avrebbe massi a destra. Gary poi ha inscenato il furto e si è raso la barba per evitare che la polizia non notasse la somiglianza con Robert, ma una videocamera dell'aeroporto di Saint Marie, al suo arrivo sull'isola pochi giorni prima della morte di Robert, lo riprendeva con la barba ancora non tagliata. Dato che la temperatura del cadavere di Robert era stata alterata dalla cella frigorifera era impossibile stabilire l'ora esatta della morte, e quando arrivò il fattorino tutti si finsero sorpresi nel vedere il corpo di Robert. Purtroppo Matt viene arrestato, e probabilmente anche Anouk, Kim, Dexter e Gary verranno incriminati per favoreggiamento, ma nessuno di loro rimpiange di aver tentato di aiutare Matt. Humphrey è ottimista, forse la corte sarà clemente con tutti loro quando verrà studiata la personalità violenta e prepotente della vittima creando un'attenuante valida per l'omicidio.
Anche se all'inizio Dwayne aveva preso in antipatia Jackson, quando scopre che vive in un brutto quartiere e che non ha una famiglia che lo segue, decide di aiutarlo a entrare in una squadra di pallacanestro a patto che vada a scuola con regolarità. JP chiede a Rosey di sposarlo e lei gli risponde di sì.

## Mare rosso sangue
- Titolo originale: The Blood Red Sea
- Diretto da: Richard Signy
- Scritto da: Will Fisher e Robert Thorogood

### Trama
Tosh Walker gestisce un'attività di recuperi marini, lavora con la moglie Naomi e con il figlio Sam, oltre che con il giovane collega Addison. Tosh ha recuperato delle preziose monete d'argento, venendo poi raggiunto da Newton Farrell, anche lui specializzato in recuperi marini, il quale completamente ubriaco colpisce Tosh con un pugno. Mentre Naomi, Addison e Sam vanno a cenare in un ristorante, Naomi riceve una chiamata dal marito il quale afferma di essere in pericolo e di trovarsi nella barca di Newton, quindi vanno lì ma non trovano nessuno. Il giorno dopo il corpo senza vita di Tosh viene trovato sulla riva di una spiaggia.
Humphrey e il resto della squadra devono indagare sulla morte di Tosh, sembra poco probabile che Newton lo abbia ucciso anche perché Catherine può testimoniare che Newton era nel suo ristorante all'ora della telefonata che Naomi aveva ricevuto. A una prima occhiata la vittima è stata accoltellata con una lama seghettata, JP e Dwayne controllano la barca di Newton, è tutta sporca, tranne il pavimento dove è stata usata la candeggina, inoltre trovano il fodero del coltello di Newton, ma è proprio il coltello che sembra sparito, è probabile che si tratti dall'arma che è stata usata per uccidere Tosh.
Sam aveva portato Newton nella sua barca quando quest'ultimo aveva picchiato Tosh, e per aiutarlo a calmarsi gli aveva offerto da bere, Tosh aveva lavorato sodo per recuperare quelle monete d'argento, Sam infatti confessa a Humphrey e Florence che suo padre aveva rubato a Newton la documentazione con cui risalire alle monete, ed è così che le ha recuperate, è per questo che Newton lo odiava. Dwayne scopre da un ricettatore che Addison voleva vendergli alcune monete d'argento, Addison ne aveva rubate poche per venderle, ma Tosh lo aveva scoperto e pretese che gliele restituisse, con la minaccia di farlo arrestare.
Nella barca di Newton viene trovato un sigaro, dove viene rinvenuto il DNA di Tosh: questa è la prova che era sulla barca di Newton, il quale alla fine ammette di averlo ucciso, era ubriaco e ha un ricordo confuso di ciò che successe, aveva visto il cadavere di Tosh e in mano aveva il coltello sporco di sangue, poi ha gettato in mare sia il coltello che il corpo di Tosh, e con la candeggina aveva tentato di eliminare le tracce di sangue. Humphrey, malgrado la confessione, non è ancora soddisfatto, Tosh era andato nel ristorante di Catherine dopo essersi disfatto del corpo di Tosh, ed è stato allora che Naomi aveva ricevuto la telefonata del marito, sebbene in quel momento Tosh fosse già morto.
Ora Humphrey ha capito che l'assassino ha cercato di sviare le indagini fin dal primo momento, l'ispettore ha compreso che uccidere Tosh è stato Sam, con la complicità della sua matrigna Naomi. Sam aveva fatto bere Newton finché quest'ultimo non perse i sensi, Tosh era andato nella barca di Newton per fargliela pagare, era arrabbiato con lui per l'aggressione subita, ma Sam lo aveva seguito e con il coltello di Newton accoltellò il padre mentre aveva ancora il sigaro in bocca, che poi era caduto per terra, e infine mise il coltello nella mano di Newton mentre lui era ancora incosciente, e ha rubato il cellulare al padre. Naomi e Sam poi raggiunsero Addison al ristorante, e senza che Addison lo notasse, Sam usò il cellulare di Tosh per telefonare a Naomi la quale rispondendo alla chiamata finse di avere una conversazione con Tosh, in modo che tutti pensassero che il marito fosse stato aggredito da Newton e che avesse telefonato alla moglie in cerca di aiuto. Il piano consisteva nel far ricadere tutta la colpa su Newton, ma il fatto che lui si fosse risvegliato, e che si fosse disfatto del corpo di Tosh, oltre ad andare nel ristorante di Catherine proprio quando Sam aveva telefonato a Naomi fornendosi così un alibi, ha danneggiato il loro piano. Naomi e Sam in realtà sono amanti, e volevano sbarazzarsi di Tosh per poter stare insieme e ottenere la titolarità sulle monete d'argento.
Patterson, oltre a congratularsi con Humphrey per l'arresto di Naomi e Sam, gli spiega che Saint Marie ha reclamato il possesso delle monete d'argento che da ora faranno parte del patrimonio culturale dell'isola.

## Un amore pericoloso
- Titolo originale: Flames of Love
- Diretto da: Richard Signy
- Scritto da: Robert Thorogood e Matthew Barry

### Trama
Sian e il suo fidanzato Griff vanno a Saint Marie in vacanza, alloggiando in un ostello gestito da Astor Henri, facendo amicizia con alcune persone come Leo e Perrie. Di prima mattina tutti sentono uno sparo, e Leo, Griff, Perrie e Astor trovano il corpo di Sian nelle docce comuni, è morta.
JP si prepara per il suo matrimonio, ma contemporaneamente la squadra deve risolvere il caso sulla morte di Sian. Il corpo della ragazza era appoggiato alla porta delle docce comuni, teneva una pistola in mano, e dato che la porta si apre verso l'interno sembra impossibile che qualcuno possa essere uscito dalla stanza e contemporaneamente sistemare il corpo di Sian accanto alla porta, tutto indica un suicidio, anche perché tutti quanti avevano raggiunto le docce comuni pochi secondi prima aver sentito lo sparo, nessuno tra loro quindi avrebbe avuto il tempo di sparare e di fuggire. Humphrey nota che la vittima portava con sé i prodotti da bagno, a quanto pare era lì proprio per farsi la doccia, è poco probabile che volesse realmente togliersi la vita. Astor ammette che al pistola è sua, un'arma regolarmente registrata.
Sian studiava medicina, aveva un brillante futuro davanti a sé, avrebbe studiato all'Università di Edimburgo. Humphrey e i suoi colleghi scoprono che Sian aveva tradito Griff con Leo, quest'ultimo era innamorato di lei, inoltre la ragazza aveva preso dell'ecstasy da Astor, aveva scoperto che lui tradiva la moglie e quindi gli ha offerto la droga in cambio del suo silenzio. Humphrey incontra per caso Martha, una sua vecchia conoscenza, tra i due pare ci sia dell'attrazione.
JP e Rosey si sposano, e durante la cerimonia Humphrey cerca di avvicinare a sé un bicchiere di champagne trascinandolo con il tovagliolo sotto al bicchiere, capendo adesso come ha fatto l'assassino a uccidere Sian. Humphrey, Dwayen e Florence vanno ad arrestare l'assassino, e Rosey dà a JP il permesso per unirsi a loro. Humphrey fa convocare Griff, Perrie, Leo e Astor spiegando come abbia fatto a capire chi è il colpevole: a uccidere Sian è stato Griff, era entrato nelle docce comuni e ha sparato a Sian con la pistola che aveva rubato dall'ufficio di Astor, coprendo il suono con un cuscino del dormitorio, poi ha messo in mano la pistola a Sian e ha posato il corpo della ragazza su un asciugamano, Griff è uscito dalla stanza chiudendo la porta e tirando l'asciugamano dall'esterno, sotto la porta, ha trascinato il corpo di Sian contro la porta, così che tutti pensassero a un suicidio. Griff aveva rimesso il cuscino nel dormitorio coprendolo con una federa così che non si notasse il buco dello sparo, ma Humphrey e JP lo avevano ritrovato. Lo sparo che avevano sentito era una registrazione sul cellulare di Griff che aveva attaccato all'altoparlante lì vicino, Griff ha esperienza in queste cose dato che lavora come DJ in un pub. Sian aveva deciso di lasciarlo, inoltre sapeva che lo aveva tradito con Leo, e non potendo accettare l'umiliazione di essere abbandonato dalla ragazza che amava, aveva deciso di ucciderla.
Una volta arrestato Griff, JP torna a festeggiare il suo matrimonio con i suoi colleghi, Martha aveva deciso di lasciare Saint Marie ma ha cambiato idea prolungando la sua permanenza, tra l'altro sembra ben disposta a voler uscire con Humphrey.